# 鰺ヶ沢町コミュニティバス
鰺ヶ沢町コミュニティバス（あじがさわまちコミュニティバス）愛称あじバスは、青森県西津軽郡鰺ヶ沢町が運行する廃止代替バス。 

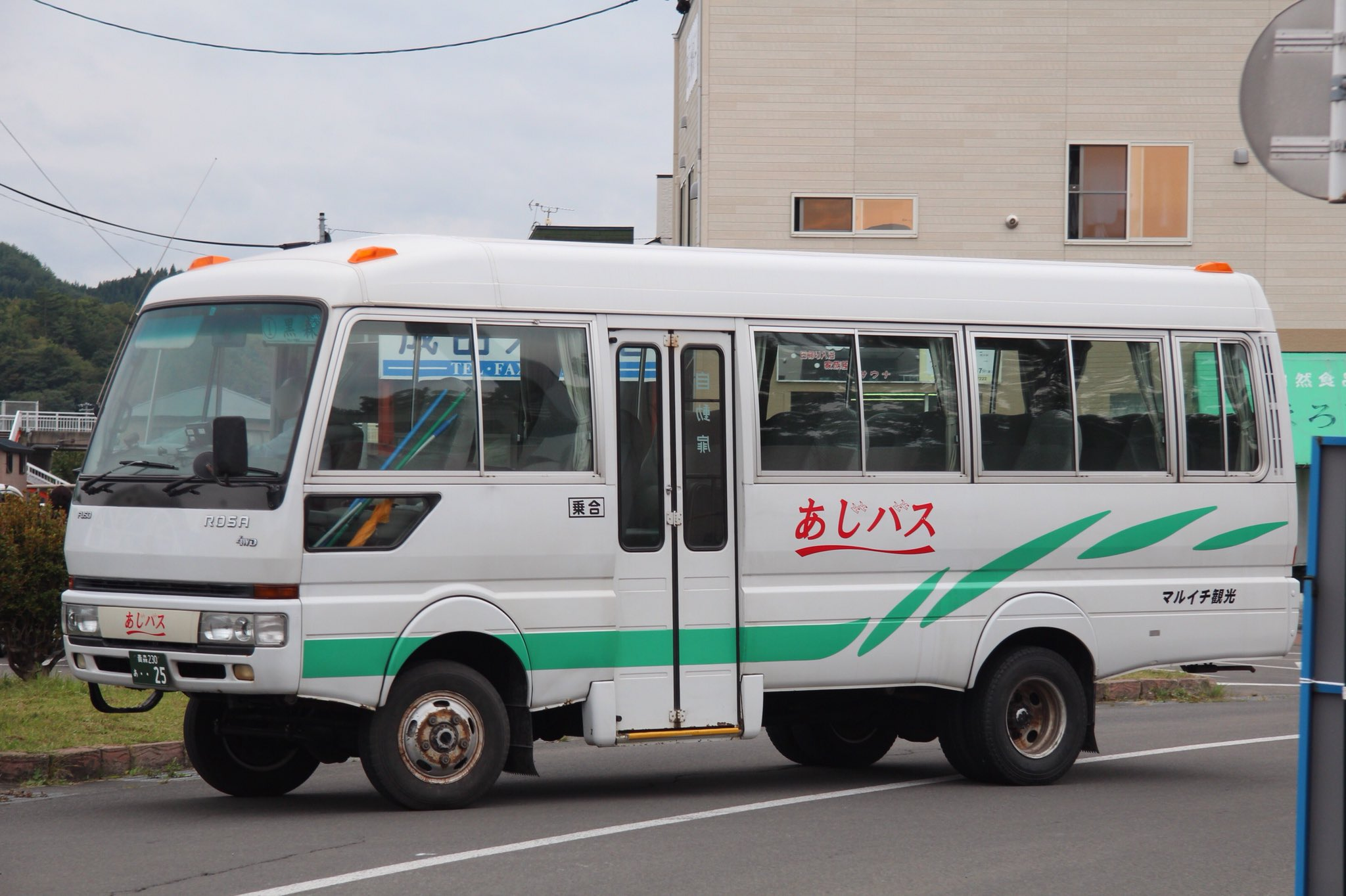
画像は、あじバス黒森線（JR鰺ヶ沢駅前）2018年

## 概要
本路線は、弘南バス鰺ヶ沢営業所管内の鰺ヶ沢町内路線が、2017年3月31日をもって廃止されたため、公共交通機関が無くなる地域に、代替交通としてまたスクールバスも統合し同年4月1日から運行が開始された。　

## 乗り方・降り方
基本的に前の扉から乗り込む。全区間が100円のため、整理券などはない。乗り込んだら、そのまま空いている座席に乗る。降りる時は、車内アナウンスが流れたら降車ボタンを押す、又は、フリー乗降区間で、バス停以外で降りる際は、「○○の前で停めてください。○○の前でお願いします？」などと運転手に告げる。。扉が開いたら、料金箱（両替機なし）に小銭で100円を入れる（運転経歴証明書を見せた鰺ヶ沢町内在住の方は、無料。町内外問わず高校生は、学生証を見せると無料。）
小中学生は、常に無料。
料金を入れたら降りる。

## 運行系路・停留所など
主なバス停
( )は、設置場所の概要など
フリー乗降区間で乗る時は、手を上げる。降りる時は、□□の○○でお願いします。などと運転手に伝える。ただし、スクールバス要素も含んでいるので平日朝7時台の便は、フリー乗降区間であっても原則バス停のみの乗降でフリー乗降対象外。
※赤石地区(黒森・大然線)午後の便は、西海小学校敷地内乗り入れのため、鰺ヶ沢本町側を通らない。
※山田野線は、北浮田町を周回する。(朝7時台の便をのぞく。)
平日運行
往路 朝7時台
赤石地区　 
```
1号車車黒森線　マルイチ観光
```

黒森(バス停)-細ヶ平（三叉路手前）-下細ヶ平（ゴミ捨て場横）-深谷(旧滝吉商店前)-山子(山下・石田宅前)-日照田(安田商店前)-日照田北口（館山宅前）-姥袋(今 栄太郎宅前)-滝ノ下-牛島(T字路手前)-砂山（ソフトクリーム店前）-鰺ヶ沢中学校-西海小学校(体育館横)-鰺ヶ沢駅前（弘南バス停留所同地）-鰺ヶ沢病院（弘南バス停留所同地）
黒森-砂山間は、フリー乗降区間（原則バス停で乗降）
```
2号車大然線　マルイチ観光
```

大然(集会所前)-上一ッ森-一ッ森(工藤商店前)-梨中入口-鬼袋-小森(ゴミ捨て場横)-種里(太田商店前)-種里北口(石岡宅道路向かい周辺)-南金沢(佐藤宅前)-館前(旧清野商店前)-砂山（ソフトクリーム店前）-鰺ヶ沢中学校-大和田西口(工藤 愛三郎宅前)-大和田(葛西 世志子宅横道)-淀町(十川 薫宅前)-富根町-西海小学校(体育館横)-鰺ヶ沢駅前（弘南バス停留所同地）-鰺ヶ沢病院（弘南バス停留所同地）
大然-砂山間は、フリー乗降区間。（原則バス停で乗降）
小森では、バックして転回する。
```
3号車南金沢線　マルイチ観光
```

目内崎(兼平則夫倉庫前)-漆原(兼平モーター前)-深谷入口(網野理容室隣家前)-川崎(旧伊東事務所前)-砂山（ソフトクリーム店前）-鰺ヶ沢中学校-西海小学校(体育館横)-鰺ヶ沢駅前（弘南バス停留所同地）-鰺ヶ沢病院（弘南バス停留所同地）
目内崎-砂山間は、フリー乗降区間。（原則バス停で乗降）
```
4号車赤石線　マルイチ観光
```

中央赤石(旧赤石保育所前)-赤石中通り(須藤理容室周辺)-赤石駅前(松宮呉服店前)-赤石公民館前(赤石公民館前)-赤石北口-砂山西口-砂山(ソフトクリーム店前)-鰺ヶ沢中学校-西海小学校(体育館横)-鰺ヶ沢駅前（弘南バス停留所同地）-鰺ヶ沢病院（弘南バス停留所同地）
※岩本盆栽前十字路廃止の為、民宿東洋赤羽の最寄バス停は、赤石北口となる。
中央赤石-砂山間は、フリー乗降区間。（原則バス停で乗降）
中村地区
```
5号車松代線　マルイチ観光
```

松代-上白沢-白沢-一本杉(旧豊澤商店付近)-芦萢南口(旧葛西商店前)-芦萢(支左ェ門河原看板前)-滝淵-除木入口-小の畑-小の畑北口（生活改善センター横）-浜横沢-派立-大宮-大宮北口-中村南口（旧中村小学校入口）-中村(旧JA農協前)-中村公民館前-三ツ沢（旧西海スタンド付近）-舞戸小学校-鰺ヶ沢病院（弘南バス停留所同地）-鰺ヶ沢駅前（弘南バス停留所同地）-小夜(鰺ヶ沢高校前十字路付近)-小夜入口(海聚山永昌寺横)-鰺ヶ沢中学校
松代-三ツ沢間は、フリー乗降区間。（原則バス停で乗降）
```
6号車長平線　西海観光
```

和開開拓(婦人ホーム前)-東長平(工藤石材店前)-長平南口(花田久義宅前)-生活改善センター前-長平(工藤酒店前)-間木（KDDI電波塔付近）-上中下-下中下-保健福祉センター前-館(かなざわ歯科医院前)-舞戸小学校-鰺ヶ沢病院（弘南バス停留所同地）-鰺ヶ沢駅前（弘南バス停留所同地）-鰺ヶ沢中学校
和開開拓-保健福祉センター間は、フリー乗降区間。（原則バス停で乗降）
鳴沢地区
```
7号車建石線　西海観光
```

餅ノ沢-雲雀野（弘南バス停留所同地）-上建石（弘南バス停留所同地）-建石(旧渡辺ガソリンスタンド前)-建石入口（井上　豊久宅付近）-南浮田-南浮田入口-舞戸小学校-鰺ヶ沢病院（弘南バス停留所同地）-鰺ヶ沢駅前（弘南バス停留所同地）-鰺ヶ沢中学校
餅ノ沢-南浮田入口間は、フリー乗降区間。（原則バス停で乗降）
```
8号車山田野線　西海観光
```

山田野南口(農道・やまなみロード手前)-山田野集会所前(ジャージー牧場前)-山田野中央橋(三叉路手前)-山田野（弘南バス停留所同地）-南浮田入口-舞戸北禿(吉田 孝太郎宅前)-みどり団地(岩谷美智也宅前)-舞戸西禿(マエダストア鰺ヶ沢店横)-舞戸小学校-鰺ヶ沢病院（弘南バス停留所同地）-鰺ヶ沢駅前（弘南バス停留所同地）-鰺ヶ沢中学校
山田野南口-南浮田入口間は、フリー乗降区間。（原則バス停で乗降）
```
9号車西建石線　西海観光
```

西建石(農産物直売所前)-下建石-鬼神神社前-建石入口-鳴沢農業センター前-小屋敷浮橋(長野青果前)-小屋敷入口(旧鳴沢小学校入口)-高倉神社前-南浮田農業センター前-南浮田入口-舞戸小学校-鰺ヶ沢病院（弘南バス停留所同地）-鰺ヶ沢駅前（弘南バス停留所同地）-鰺ヶ沢中学校
西建石-南浮田入口間は、フリー乗降区間。（原則バス停で乗降）
```
10号車湯舟線　西海観光
```

湯舟(旧神商店前)-地蔵堂前(三叉路手前)-鳴沢駅前(添沢石油店隣倉庫前)-北浮田集会所前（弘南バス停留所同地）-北浮田入口（弘南バス停留所同地）-川尻（弘南バス停留所同地）-舞戸小学校-鰺ヶ沢病院（弘南バス停留所同地）-鰺ヶ沢駅前（弘南バス停留所同地）-鰺ヶ沢中学校
湯舟-川尻間は、フリー乗降区間。（原則バス停で乗降）
```
11号車北浮田線　西海観光
```

保木原十文字（弘南バス停留所同地）-保木原東口（弘南バス停留所同地）-北浮田平野(海のしずく前)-北浮田今須(みちのく煙火前)-川尻（弘南バス停留所同地）-舞戸小学校-鰺ヶ沢病院（弘南バス停留所同地）-鰺ヶ沢駅前（弘南バス停留所同地）-鰺ヶ沢中学校
保木原十文字-川尻間は、フリー乗降区間。（原則バス停で乗降）
舞戸地区
```
12号車本町線　マルイチ観光
```

三ツ沢(旧西海スタンド付近)-田中町（弘南バス停留所同地）-七ッ石（弘南バス停留所同地）-海の駅わんど前（弘南バス停留所同地）-本町一丁目（弘南バス停留所同地）-鰺ヶ沢本町(児童公園前)-釣町（弘南バス停留所同地）-鰺ヶ沢中学校
フリー乗降対象外
```
13号車鳴戸線マルイチ観光
```

上野団地入口(グランメール入口)-鳴戸団地公園前-坂本（弘南バス停留所同地）-舞戸（弘南バス停留所同地）-鰺ヶ沢駅前（弘南バス停留所同地）-鰺ヶ沢中学校
フリー乗降対象外。
土、日、祝日、町内小中学校夏休み冬休みなど
往路 朝7時台
赤石地区
```
1号車黒森線　マルイチ観光
```

黒森(バス停)-細ヶ平（三叉路手前）-下細ヶ平（ゴミ捨て場横）-深谷(旧滝吉商店前)-山子(山下・石田宅前)-日照田(安田商店前)-日照田北口（館山宅前）-姥袋(今 栄太郎宅前)-滝ノ下-牛島(T字路手前)-赤石駅前(寺沢 則明宅前)-赤石公民館前(赤石公民館前)-赤石北口-砂山西口-砂山(ソフトクリーム店前)-鰺ヶ沢中学校-西海小学校(体育館横)-鰺ヶ沢駅前（弘南バス停留所同地）-鰺ヶ沢病院（弘南バス停留所同地）
黒森-砂山間は、フリー乗降区間。
```
2号車大然線　マルイチ観光
```

大然(集会所前)-上一ッ森-一ッ森(工藤商店前)-梨中入口-鬼袋-小森(ゴミ捨て場横)-種里(太田商店前)-種里北口(石岡宅道路向かい周辺)-南金沢(佐藤宅前)-漆原(兼平モーター前)-目内崎(兼平則夫倉庫前)-深谷入口(網野理容室隣家前)-川崎(旧伊東事務所前)-館前(旧清野商店前)-中央赤石(旧赤石保育所前)-赤石中通り(須藤理容室周辺)-赤石駅前(松宮呉服店前)-砂山（ソフトクリーム店前）-鰺ヶ沢中学校-大和田西口(工藤 愛三郎宅前)-大和田(葛西  世志子宅横道)-西海小学校(体育館横)-鰺ヶ沢駅前（弘南バス停留所同地）-鰺ヶ沢病院（弘南バス停留所同地）
大然-砂山間は、フリー乗降区間。
小森、目内崎ではバックして転回する。
中村地区
```
5号車松代線　マルイチ観光
```

松代-上白沢-白沢-一本杉(旧豊澤商店付近)-芦萢南口(旧葛西商店前)-芦萢(支左ェ門河原看板横)-滝淵-除木入口-小の畑-小の畑北口（生活改善センター横）-浜横沢-派立-大宮-大宮北口-中村南口（旧中村小学校入口）-中村(旧JA農協前)-中村公民館前-三ツ沢(旧西海スタンド付近)-舞戸小学校-鰺ヶ沢病院（弘南バス停留所同地）-鰺ヶ沢駅前-（弘南バス停留所同地）田中町（弘南バス停留所同地）-七ツ石（弘南バス停留所同地）-小夜(鰺ヶ沢高校前十字路付近)-小夜入口(海聚山永昌寺横)-鰺ヶ沢中学校
松代-三ツ沢間は、フリー乗降区間。
```
6号車長平線　西海観光
```

和開開拓(婦人ホーム前)-東長平(工藤石材店前)-長平南口(花田久義宅前)-生活改善センター前-長平(工藤酒店前)-間木(KDDI電波塔付近)-上中下-下中下-保健福祉センター前-館(かなざわ歯科医院前)-舞戸小学校-鰺ヶ沢病院（弘南バス停留所同地）-鰺ヶ沢駅前（弘南バス停留所同地）-鰺ヶ沢中学校
和開開拓-保健福祉センター間は、フリー乗降区間。
鳴沢地区
```
7号車建石線　西海観光
```

餅ノ沢-雲雀野（弘南バス停留所同地）-上建石（弘南バス停留所同地）-建石(旧渡辺ガソリンスタンド前)-西建石(農産物直売所前)-下建石（弘南バス停留所同地）-鬼神神社前（弘南バス停留所同地）-建石入口(井上　豊久宅付近)-鳴沢農業センター前-小屋敷浮橋(長野青果前)-小屋敷入口(旧鳴沢小学校入口)-高倉神社前-南浮田農業センター前-南浮田-南浮田入口-舞戸小学校-鰺ヶ沢病院（弘南バス停留所同地）-鰺ヶ沢駅前（弘南バス停留所同地）-鰺ヶ沢中学校
西建石では、バックして転回する。
餅ノ沢-南浮田入口間は、フリー乗降区間。
```
8号車山田野線　西海観光
```

山田野南口(農道・やまなみロード手前)-山田野集会所前(ジャージー牧場前)-山田野中央橋(三叉路手前)-山田野(弘南バス停留所同地)-鳴沢駅前(添沢石油店隣倉庫前)-北浮田集会所前（弘南バス停留所同地）-北浮田入口（弘南バス停留所同地）-川尻（弘南バス停留所同地）-舞戸北禿(吉田 孝太郎宅前)-みどり団地(岩谷美智也宅前)-舞戸西禿(マエダストア鰺ヶ沢店横)-舞戸小学校-鰺ヶ沢病院（弘南バス停留所同地）-鰺ヶ沢駅前（弘南バス停留所同地）-鰺ヶ沢病院
山田野南口-川尻間は、フリー乗降区間。
```
10号車湯舟線　西海観光
```

湯舟(旧神商店前)-地蔵堂前(三叉路手前)-鳴沢駅前(添沢石油店隣倉庫前)-保木原十文字（弘南バス停留所同地）-保木原東口（弘南バス停留所同地）-北浮田平野(海のしずく前)-北浮田今須(みちのく煙火前)-川尻（弘南バス停留所同地）-舞戸小学校-鰺ヶ沢病院（弘南バス停留所同地）-鰺ヶ沢駅前（弘南バス停留所同地）-鰺ヶ沢中学校
湯舟-川尻間は、フリー乗降区間。
舞戸地区
```
13号車鳴戸線　マルイチ観光
```

上野団地入口(グランメール入口)-鳴戸団地公園前-坂本-舞戸（弘南バス停留所同地）-鰺ヶ沢駅前（弘南バス停留所同地）-海の駅わんど前（弘南バス停留所同地）-本町一丁目（弘南バス停留所同地）-鰺ヶ沢本町(児童公園前)-釣町（弘南バス停留所同地）-鰺ヶ沢中学校
フリー乗降区間対象外
毎日運行 往路 
朝9時台(時刻変更なし。 )
赤石地区
```
1号車黒森線 マルイチ観光
```

黒森(バス停)-細ヶ平（三叉路手前）-下細ヶ平（ゴミ捨て場横）-深谷(旧滝吉商店前)-山子(山下・石田宅前)-日照田(安田商店前)-日照田北口（館山宅前）-姥袋(今 栄太郎宅前)-滝ノ下-牛島(T字路手前)-赤石駅前(寺沢 則明宅前)-赤石公民館前(赤石公民館前)-赤石北口-砂山西口-砂山(ソフトクリーム店前)-鰺ヶ沢中学校-釣町（弘南バス停留所同地）-鰺ヶ沢本町（児童公園前）-本町一丁目（弘南バス停留所同地）-海の駅わんど前（弘南バス停留所同地）-七ッ石（弘南バス停留所同地）-鰺ヶ沢駅前（弘南バス停留所同地）-鰺ヶ沢病院（弘南バス停留所同地）
黒森-砂山間は、フリー乗降区間。
```
2号車大然線　マルイチ観光
```

大然(集会所前)-上一ッ森-一ッ森(工藤商店前)-梨中入口-鬼袋-小森(ゴミ捨て場横)-種里(太田商店前)-種里北口(石岡宅道路向かい周辺)-南金沢(佐藤宅前)-漆原(兼平モーター前)-目内崎(兼平則夫倉庫前)-館前(旧清野商店前)-中央赤石(旧赤石保育所前)-赤石中通り(須藤理容室周辺)-赤石駅前(松宮呉服店前)-砂山（ソフトクリーム店前）-鰺ヶ沢中学校-大和田西口(工藤 愛三郎宅前)-大和田(葛西  世志子宅横道)-釣町（弘南バス停留所同地）-鰺ヶ沢本町（児童公園前）-本町一丁目（弘南バス停留所同地）-海の駅わんど前（弘南バス停留所同地）-七ッ石（弘南バス停留所同地）-鰺ヶ沢駅前（弘南バス停留所同地）-鰺ヶ沢病院（弘南バス停留所同地）
大然-砂山間は、フリー乗降区間。
小森、目内崎では、バックして転回する。
中村地区
```
5号車松代線　マルイチ観光
```

松代-上白沢-白沢-一本杉(旧豊澤商店付近)-芦萢南口(旧葛西商店前)-芦萢(支左ェ門河原看板横)-滝淵-除木入口-小の畑-小の畑北口（生活改善センター横）-浜横沢-派立-大宮-大宮北口-中村南口（旧中村小学校入口）-中村(旧JA農協前)-中村公民館前-三ツ沢(旧西海スタンド付近)-舞戸小学校-鰺ヶ沢病院（弘南バス停留所同地）-鰺ヶ沢駅前（弘南バス停留所同地）-田中町（弘南バス停留所同地）-七ツ石（弘南バス停留所同地）-海の駅わんど前（弘南バス停留所同地）-本町一丁目（弘南バス停留所同地）-鰺ヶ沢本町（児童公園前）-釣町（弘南バス停留所同地）-鰺ヶ沢中学校
松代-三ツ沢間は、フリー乗降区間。
```
6号車長平線　西海観光
```

和開開拓(婦人ホーム前)-東長平(工藤石材店前)-長平南口(花田久義宅前)-生活改善センター前-長平(工藤酒店前)-間木(KDDI電波塔付近)-上中下-下中下-保健福祉センター前-館(かなざわ歯科医院前)-舞戸小学校-鰺ヶ沢病院（弘南バス停留所同地）-鰺ヶ沢駅前（弘南バス停留所同地）-七ッ石（弘南バス停留所同地）-海の駅わんど前（弘南バス停留所同地）-本町一丁目（弘南バス停留所同地）-鰺ヶ沢本町（児童公園前）-釣町（弘南バス停留所同地）-鰺ヶ沢中学校
和開開拓-保健福祉センター間は、フリー乗降区間。
鳴沢地区
```
7号車建石線　西海観光
```

餅ノ沢-雲雀野（弘南バス停留所同地）-上建石（弘南バス停留所同地）-建石(旧渡辺ガソリンスタンド前)-西建石(農産物直売所前)-下建石（弘南バス停留所同地）-鬼神神社前（弘南バス停留所同地）-建石入口(井上　豊久宅付近)-鳴沢農業センター前-小屋敷浮橋(長野青果前)-小屋敷入口(旧鳴沢小学校入口)-高倉神社前-南浮田農業センター前-南浮田-南浮田入口-舞戸小学校-鰺ヶ沢病院（弘南バス停留所同地）-鰺ヶ沢駅前（弘南バス停留所同地）-七ッ石（弘南バス停留所同地）-海の駅わんど前（弘南バス停留所同地）-本町一丁目（弘南バス停留所同地）-鰺ヶ沢本町（児童公園前）-釣町（弘南バス停留所同地）-鰺ヶ沢中学校
餅ノ沢-南浮田入口間は、フリー乗降区間。
西建石では、バックして転回する。
```
8号車山田野線　西海観光
```

山田野南口(農道・やまなみロード手前)-山田野集会所前(ジャージー牧場前)-山田野中央橋(三叉路手前)-山田野(弘南バス停留所同地)-湯舟（旧神商店前）-地蔵堂前(三叉路手前)-鳴沢駅前(添沢石油店隣倉庫前)-北浮田集会所前（弘南バス停留所同地）-北浮田入口（弘南バス停留所同地）-北浮田今須（みちのく煙火前）-北浮田平野（海のしずく前）-保木原東口（弘南バス停留所同地）-保木原十文字（弘南バス停留所同地）-北浮田集会所前（弘南バス停留所同地）-北浮田入口（弘南バス停留所同地）-川尻（弘南バス停留所同地）-舞戸北禿(吉田 孝太郎宅前)-みどり団地(岩谷美智也宅前)-舞戸西禿(マエダストア鰺ヶ沢店横)-舞戸小学校-鰺ヶ沢病院（弘南バス停留所同地）-鰺ヶ沢駅前（弘南バス停留所同地）-七ッ石（弘南バス停留所同地）-海の駅わんど前（弘南バス停留所同地）-本町一丁目（弘南バス停留所同地）-鰺ヶ沢本町（児童公園前）-釣町（弘南バス停留所同地）-鰺ヶ沢中学校
山田野南口-川尻間は、フリー乗降区間。
※山田野線は、北浮田今須～北浮田入口間を周回して運行する。
11時台 往路 
舞戸地区
```
運転日注意
13号車鳴戸線 マルイチ観光
```

上野団地入口(グランメール前)-鳴戸団地公園前-坂本-舞戸-鰺ヶ沢駅前(弘南バス停留所同地)-田中町(弘南バス停留所同地)-七ッ石(弘南バス停留所同地)-小夜(鰺ヶ沢高校前十字路付近)-小夜入口(海聚山永昌寺横)-鰺ヶ沢中学校
12時台昼 (時刻変更なし)帰路
赤石地区
```
1号車黒森線 マルイチ観光
```

鰺ヶ沢病院（弘南バス停留所同地）-鰺ヶ沢駅前（弘南バス停留所同地）-田中町（弘南バス停留所同地）-七ッ石（弘南バス停留所同地）-西海小学校（体育館横）-鰺ヶ沢中学校-砂山（ソフトクリーム店前）-砂山-赤石北口-赤石公民館前(赤石公民館前)-赤石駅前（寺沢 則明宅前）-牛島（T字路手前）-滝ノ下-姥袋（今 栄太郎宅前）-日照田北口（館山宅前）-日照田（安田商店前）-山子（山下・石田宅前）-深谷（旧滝吉商店前）-下細ヶ平（ゴミ捨て場横）-細ヶ平（三叉路手前）-黒森(バス停)
砂山-黒森間は、フリー乗降区間。
```
2号車大然線 マルイチ観光
```

鰺ヶ沢病院前（弘南バス停留所同地）-鰺ヶ沢駅前（弘南バス停留所同地）-田中町（弘南バス停留所同地）-七ッ石（弘南バス停留所同地）-西海小学校（体育館横）-大和田（葛西 世志子宅横道）-大和田西口（工藤 愛三郎宅前）-鰺ヶ沢中学校-砂山（ソフトクリーム店前）-赤石駅前（松宮呉服店前）-赤石中通り（須藤理容室周辺）-中央赤石（旧赤石保育所前）-館前（旧清野商店前）-川崎（旧伊東事務所前）-目内崎（兼平則夫倉庫前）-漆原（兼平モーター前）-南金沢（佐藤宅前）-種里北口（石岡宅道路向かい周辺）-種里（太田商店前）-小森（ゴミ捨て場横）-鬼袋-梨中入口-一ッ森（工藤商店前）-上一ッ森-大然（集会所前）
砂山-大然間は、フリー乗降区間。
小森、目内崎では、バックして転回する。
中村地区
```
5号車松代線 マルイチ観光
```

鰺ヶ沢中学校-釣町（弘南バス停留所同地）-鰺ヶ沢本町（児童公園前）-本町一丁目（弘南バス停留所同地）-海の駅わんど前（弘南バス停留所同地）-七ッ石（弘南バス停留所同地）-田中町（弘南バス停留所同地）-鰺ヶ沢駅前（弘南バス停留所同地）-鰺ヶ沢病院（弘南バス停留所同地）-舞戸小学校-三ツ沢（旧西海スタンド前）-中村公民館前-中村（旧JA倉庫前）-中村南口（旧中村小学校入口）-大宮北口-大宮-派立-浜横沢-小の畑北口（生活改善センター横）-小の畑-除木入口-滝淵-芦萢（支左ェ門河原看板横）-芦萢南口（旧葛西商店前）-一本杉（旧豊澤商店付近）-白沢-上白沢-松代
三ツ沢-松代間は、フリー乗降区間
```
6号車長平線 西海観光
```

鰺ヶ沢中学校-釣町（弘南バス停留所同地）-鰺ヶ沢本町（児童公園前）-本町一丁目（弘南バス停留所同地）-海の駅わんど前（弘南バス停留所同地）-七ッ石（弘南バス停留所同地）-田中町（弘南バス停留所同地）-鰺ヶ沢駅前（弘南バス停留所同地）-鰺ヶ沢病院（弘南バス停留所同地）-舞戸小学校-館（かなざわ歯科医院前）-保健福祉センター前-下中下-上中下-間木（KDDI電波塔付近）-長平（工藤商店前）-生活改善センター前-長平南口（花田 久義宅前）-東長平（工藤石材店前）-和開開拓（婦人ホーム前）
保健福祉センター-和開開拓間は、フリー乗降区間。
鳴沢地区
```
7号車建石線 西海観光
```

鰺ヶ沢中学校-釣町（弘南バス停留所同地）-鰺ヶ沢本町（児童公園前）-本町一丁目（弘南バス停留所同地）-海の駅わんど前（弘南バス停留所同地）-七ッ石（弘南バス停留所同地）-田中町（弘南バス停留所同地）-鰺ヶ沢駅前（弘南バス停留所同地）-鰺ヶ沢病院（弘南バス停留所同地）-舞戸小学校-上野-南浮田入口-南浮田農業センター前-高倉神社前-南浮田-小屋敷入口（旧鳴沢小学校入口）-小屋敷浮橋（長野青果前）-鳴沢農業センター前-建石入口（井上 豊久宅前）-鬼神神社前（弘南バス停留所同地）-下建石（弘南バス停留所同地）-西建石（農産物直売所前）-建石（旧渡辺ガソリンスタンド前）-上建石（弘南バス停留所同地）-雲雀野（弘南バス停留所同地）-餅ノ沢
南浮田入口-餅ノ沢間は、フリー乗降区間。
西建石では、バックして転回する。
```
8号車山田野線 西海観光
```

鰺ヶ沢中学校-釣町（弘南バス停留所同地）-鰺ヶ沢本町（児童公園前）-本町一丁目（弘南バス停留所同地）-海の駅わんど前（弘南バス停留所同地）-七ッ石（弘南バス停留所同地）-田中町（弘南バス停留所同地）-鰺ヶ沢駅前（弘南バス停留所同地）-鰺ヶ沢病院（弘南バス停留所同地）-舞戸小学校-舞戸西禿（マエダストア鰺ヶ沢店横）-みどり団地（岩谷 美智也宅前）-舞戸北禿（吉田 孝太郎宅前）-川尻（弘南バス停留所同地）-北浮田入口（弘南バス停留所同地）-北浮田集会所前（弘南バス停留所同地）-保木原十文字（弘南バス停留所同地）-保木原東口（弘南バス停留所同地）-北浮田平野（海のしずく前）-北浮田今須（みちのく煙火前）-北浮田入口（弘南バス停留所同地）-北浮田集会所前（弘南バス停留所同地）-鳴沢駅前（添沢石油店隣倉庫前）-地蔵堂前(三叉路手前)-湯舟（旧神商店前）-山田野（弘南バス停留所同地）-山田野中央橋(三叉路手前)-山田野集会所前(ジャージー牧場前)-山田野南口（農道・やまなみロード手前）
川尻-山田野南口間は、フリー乗降区間。
※山田野線は、北浮田今須～北浮田入口間を周回して運行する。
```
13号車鳴戸線 マルイチ観光 運行日注意
```

鰺ヶ沢駅前-釣町（弘南バス停留所同地）-鰺ヶ沢本町（児童公園前）-本町一丁目（弘南バス停留所同地）-海の駅わんど（弘南バス停留所同地）-七ッ石（弘南バス停留所同地）-田中町（弘南バス停留所同地）-鰺ヶ沢駅前（弘南バス停留所同地）-舞戸（弘南バス停留所同地）-坂本-鳴戸団地公園前-上野団地入口（グランメール入口）
15時台 帰路
赤石地区
```
1号車黒森線 マルイチ観光
```

鰺ヶ沢病院（弘南バス停留所同地）-鰺ヶ沢駅前（弘南バス停留所同地）-田中町（弘南バス停留所同地）-七ッ石（弘南バス停留所同地）-西海小学校（体育館横）-鰺ヶ沢中学校-砂山（ソフトクリーム店前）-砂山-赤石北口-赤石公民館前(赤石公民館前)-赤石駅前（寺沢 則明宅前）-牛島（T字路手前）-滝ノ下-姥袋（今 栄太郎宅前）-日照田北口（館山宅前）-日照田（安田商店前）-山子（山下・石田宅前）-深谷（旧滝吉商店前）-下細ヶ平（ゴミ捨て場横）-細ヶ平（三叉路手前）-黒森(バス停)
砂山-黒森間は、フリー乗降区間。
```
2号車大然線 マルイチ観光
```

鰺ヶ沢病院前（弘南バス停留所同地）-鰺ヶ沢駅前（弘南バス停留所同地）-田中町（弘南バス停留所同地）-七ッ石（弘南バス停留所同地）-西海小学校（体育館横）-大和田（葛西 世志子宅横道）-大和田西口（工藤 愛三郎宅前）-鰺ヶ沢中学校-砂山（ソフトクリーム店前）-赤石駅前（松宮呉服店前）-赤石中通り（須藤理容室周辺）-中央赤石（旧赤石保育所前）-館前（旧清野商店前）-川崎（旧伊東事務所前）-目内崎（兼平則夫倉庫前）-漆原（兼平モーター前）-南金沢（佐藤宅前）-種里北口（石岡宅道路向かい周辺）-種里（太田商店前）-小森（ゴミ捨て場横）-鬼袋-梨中入口-一ッ森（工藤商店前）-上一ッ森-大然（集会所前）
砂山-大然間は、フリー乗降区間。
目内崎、小森では、バックして転回する。
中村地区
※鰺ヶ沢駅前始発
```
5号車松代線 マルイチ観光
```

鰺ヶ沢駅前（弘南バス停留所同地）-鰺ヶ沢病院（弘南バス停留所同地）-舞戸小学校-三ツ沢（旧西海スタンド前）-中村公民館前-中村（旧JA倉庫前）-中村南口（旧中村小学校入口）-大宮北口-大宮-派立-浜横沢-小の畑北口（生活改善センター横）-小の畑-除木入口-滝淵-芦萢（支左ェ門河原看板横）-芦萢南口（旧葛西商店前）-一本杉（旧豊澤商店付近）-白沢-上白沢-松代
三ツ沢-松代間は、フリー乗降区間
※鰺ヶ沢駅前始発
```
6号車長平線 西海観光
```

鰺ヶ沢駅前（弘南バス停留所同地）-鰺ヶ沢病院（弘南バス停留所同地）-舞戸小学校-館（かなざわ歯科医院前）-保健福祉センター前-下中下-上中下-間木（KDDI電波塔付近）-長平（工藤商店前）-生活改善センター前-長平南口（花田 久義宅前）-東長平（工藤石材店前）-和開開拓（婦人ホーム前）
保健福祉センター-和開開拓間は、フリー乗降区間。
鳴沢地区
※鰺ヶ沢駅前始発
```
7号車建石線 西海観光
```

鰺ヶ沢駅前（弘南バス停留所同地）-鰺ヶ沢病院（弘南バス停留所同地）-舞戸小学校-上野-南浮田入口-南浮田農業センター前-高倉神社前-南浮田-小屋敷入口（旧鳴沢小学校入口）-小屋敷浮橋（長野青果前）-鳴沢農業センター前-建石入口（井上 豊久宅前）-鬼神神社前（弘南バス停留所同地）-下建石（弘南バス停留所同地）-西建石（農産物直売所前）-建石（旧渡辺ガソリンスタンド前）-上建石（弘南バス停留所同地）-雲雀野（弘南バス停留所同地）-餅ノ沢
南浮田入口-餅ノ沢間は、フリー乗降区間。
西建石では、バックして転回する。
※鰺ヶ沢駅前始発
```
8号車山田野線 西海観光
```

鰺ヶ沢駅前（弘南バス停留所同地）-鰺ヶ沢病院（弘南バス停留所同地）-舞戸小学校-舞戸西禿（マエダストア鰺ヶ沢店横）-みどり団地（岩谷 美智也宅前）-舞戸北禿（吉田 孝太郎宅前）-川尻（弘南バス停留所同地）-北浮田入口（弘南バス停留所同地）-北浮田集会所前（弘南バス停留所同地）-保木原十文字（弘南バス停留所同地）-保木原東口（弘南バス停留所同地）-北浮田平野（海のしずく前）-北浮田今須（みちのく煙火前）-北浮田入口（弘南バス停留所同地）-北浮田集会所前（弘南バス停留所同地）-鳴沢駅前（添沢石油店隣倉庫前）-地蔵堂前(三叉路手前)-湯舟（旧神商店前）-山田野（弘南バス停留所同地）-山田野中央橋(三叉路手前)-山田野集会所前(ジャージー牧場前)-山田野南口（農道・やまなみロード手前）
川尻-山田野南口間は、フリー乗降区間。
※山田野線は、北浮田今須～北浮田入口間を周回して運行する。
```
※毎日運行但し、年末年始など一部休み
市街地巡回線　西海観光
```

鰺ヶ沢駅前（弘南バス停留所同地）-舞戸本町(パル鰺ヶ沢店前)-田中町（弘南バス停留所同地）-七ッ石（弘南バス停留所同地）-小夜(鰺ヶ沢高校前十字路付近)-小夜入口(海聚山永昌寺横)-釣町（弘南バス停留所同地）-鰺ヶ沢本町(児童公園前)-本町一丁目（弘南バス停留所同地）-海の駅わんど前（弘南バス停留所同地）-七ツ石（弘南バス停留所同地）-田中町（弘南バス停留所同地）-舞戸本町(パル鰺ヶ沢店前)-鰺ヶ沢駅前（弘南バス停留所同地）-鰺ヶ沢病院（弘南バス停留所同地）-舞戸小学校-舞戸西禿(マエダストア鰺ヶ沢店横)-みどり団地(岩谷 美智也宅前)-舞戸北禿(吉田 孝太郎宅前)-鳴戸団地公園前-鰺ヶ沢町役場-坂本-舞戸（弘南バス停留所同地）-鰺ヶ沢駅前（弘南バス停留所同地）
フリー乗降対象外
※学校が休みの土日も町内の小学校や中学校敷地内に乗り入れする。

## 路線
詳細は鰺ヶ沢コミュニティバス 2022年改正版を参照。　　
※山田野線は、朝7時台のバスを除き北浮田今須～北浮田入口を周回して運行する。

## 運賃
- 100円
  - 中学生以下は常に無料
  - 降車時に、運転経歴証明書を提示された鰺ヶ沢町に住所を有する方は、無料
  - 在学証明書などを降車時に、提示した高校生は、町内外問わず無料。

但し車両には、両替機がないため事前に小銭を準備する必要がある。定期券・回数券などは、扱っていない。

## 車両
あじバスに使われる車両の大きさは、路線や時間帯で異なり、基本的に車両のラッピングも統一されていない。三菱ふそうバス、日野メルファなどといったいわゆる中型バスが用いられることがほとんどである。

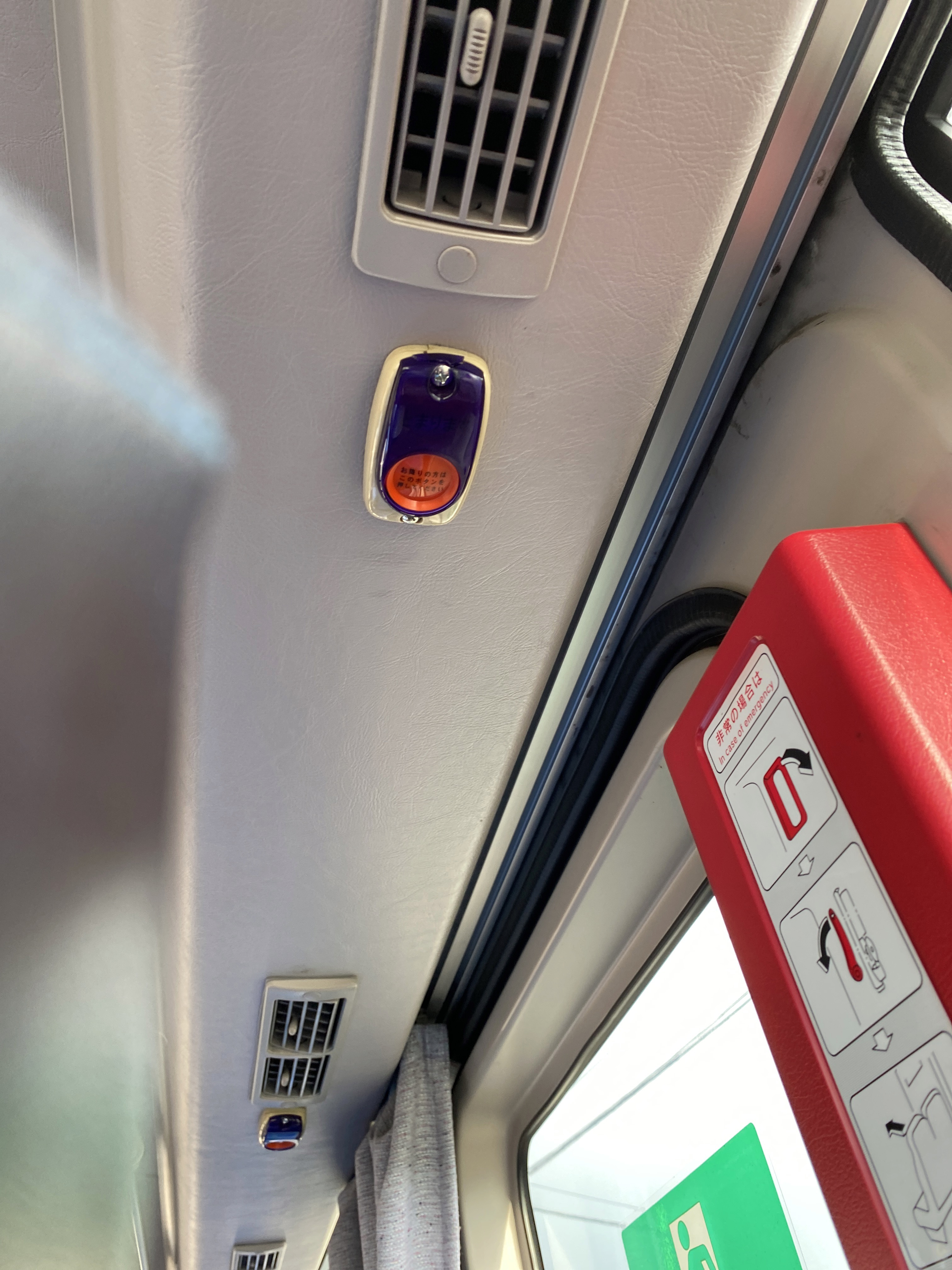
あじバス車内降車ボタン

画像は、あじバス車内

## 運行業務など
忘れ物・運行業務・要望などの問い合わせは、各運行事業者又は、鰺ヶ沢町役場までとなる。
鰺ヶ沢コミュニティバス・時刻変更など
- マルイチ工業　TEL0173-82-2252
  - 運行担当路線：赤石地区（黒森線、大然線、南金沢線、赤石線）全域、

中村地区(松代線) 
舞戸地区 本町・鳴戸線
早朝6時台便（松代線）
- 西海観光 TEL0173-72-4512
  - 運行担当路線:鳴沢地区（建石線、山田野線、西建石線、湯舟線、北浮田線）全域、

中村地区（長平線）
早朝6時台便ワゴン車（長平、大然線）
ジャンボタクシー（市街地巡回線、9人乗りワゴン車）
毎月時刻変更あるため、鰺ヶ沢町の公式ホームページにも掲載している。特に夕方の児童の下校便が一部変更される場合がほとんど。
運行時刻、運行地域、苦情、要望、忘れ物、問い合わせなど
委託元　
鰺ヶ沢町役場　（政策推進課）
（電話）0173-72-2111
問い合わせメールajkoho@town.ajigasawa.lg.jp

## 運休日
なし。（市街地巡回線も年末年始を除き毎日運転。）